# Palacio de Sully

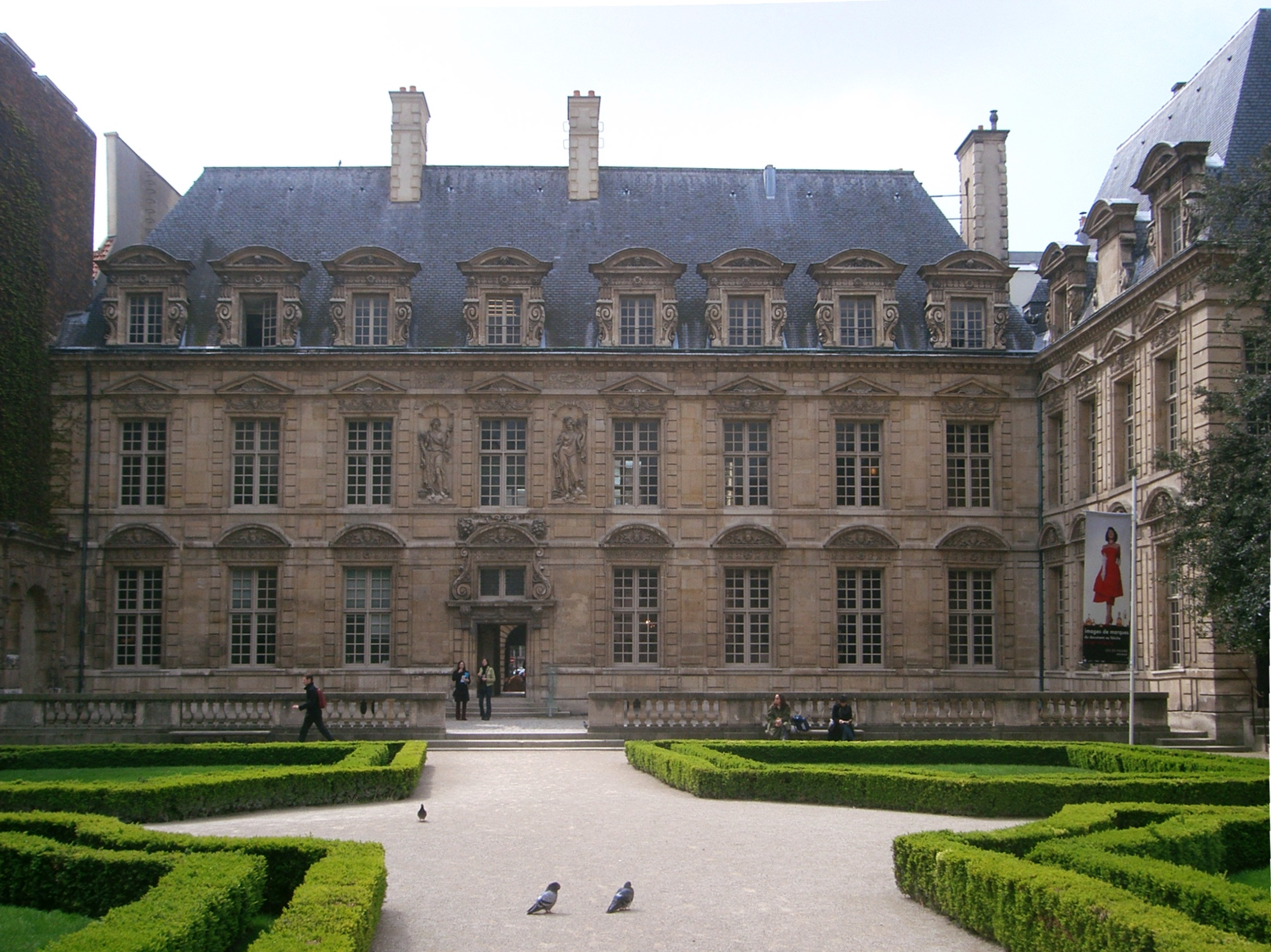
Jardines del patio del Hôtel de Sully.

El palacio de Sully (en francés: Hôtel de Sully) es un edificio particular de estilo Luis XIII que se encuentra en el número 62 de la rue Saint-Antoine del barrio parisino del Marais, en el IV Distrito de París. 

## Historia
El interventor de cuentas Mesme Gallet se hizo construir entre los años 1625 y 1630 un palacio cuyo jardín y orangerie dieran acceso a la place Royale (actualmente plaza de los Vosgos); en pleno Marais (en un momento en que dicho barrio estaba muy de moda).
El edificio fue comprado el 23 de febrero de 1634 por Maximilien de Béthune, I duque de Sully y antiguo ministro de finanzas y superintendente de construcciones del rey Enrique IV. Él se encargará de terminar la decoración y vivirá allí sus últimos años. Su nieto Maximilien, segundo duque de Sully, construirá en 1660 un ala suplementaria al oeste del ala noble al lado del jardín. 
Los Sully seguirán habitando el palacio hasta el siglo XVIII a partir de cuando pasará por las manos de distintos propietarios, lo que no evita que hoy en día se le siga conociendo con el nombre de palacio de Sully.
En el siglo XIX se convierte en un immeuble de rapport (edificio de viviendas en alquiler) con lo que sufrirá numerosas modificaciones a manos de sus inquilinos que en ocasiones utilizarán el mismo para ejercer sus oficios de comerciantes o artesanos. En 1862 es clasificado Monument historique lo que le lleva a un progresivo renacimiento con la llegada de nuevos propietarios más preocupados por su conservación. En 1944 se convierte en propiedad estatal, lo que da lugar a una larga campaña de restauración terminada en 1973 con la vuelta de la Orangerie a su estado original.
Desde 1967 es la sede de la Caisse nationale des monuments historiques et des sites (Caja nacional de monumentos y sitios históricos) y desde el 2000 del Centre des monuments nationaux, organismo tutelado por el Ministerio de Cultura y Comunicación que gestiona más de un centenar de bienes del Patrimonio Nacional francés.

## Arquitectura
El Palacio se basó en una composición clásica como se puede observar en el uso de sillería, rompiendo con la tipología de los otros pabellones de la plaza de los Vosgos durante el reinado de Luis XIII; habitualmente las paredes eran de ladrillo y los marcos de los vanos de sillares.
La iluminación se realiza mediante tragaluces. La alineación vertical de las ventanas coronadas por frontones cimbrados  triangulares alternados permite organizar las fachadas simétricamente. Por el lado que da a la calle, dos pabellones enmarcan el portal. A prinncipios del siglo XVII y en el Marais, los hoteles aristocráticos franceses se caracterizaban por estos elementos.
El invernadero con su fachada equilibrada y el jardín de broderies completaban la composición arquitectónica del edificio.